# Levitico
Il Libro del Levitico (ebraico ויקרא wayqrà' , "e chiamò", dall'incipit greco Λευιτικόν, levitikòn; latino Leviticus) o Terzo Libro di Mosè è il terzo libro della Torah ebraica e della Bibbia cristiana.
È composto da 27 capitoli, scritti in ebraico, contenenti quasi esclusivamente leggi religiose e sociali, ad uso dei sacerdoti e dei leviti, che Mosè diede agli Ebrei durante il soggiorno nel deserto del Sinai (circa 1200 a.C.).

## Formazione
Secondo l'opinione tradizionale ebraica e poi cristiana il libro del Levitico fu scritto da Mosè in persona. Questa opinione è mantenuta da quei gruppi religiosi che rifiutano il metodo storico-critico nello studio della Bibbia.
La maggioranza degli esegeti moderni ritiene che tutto il Pentateuco sia in realtà una raccolta tarda di scritti di epoche diverse.
Il libro del Levitico appare costituito per gran parte da testi scritti in epoca esilica e post-esilica, e quindi di matrice sostanzialmente sacerdotale (vedi Ipotesi documentale), anche se è indubbio che molte delle leggi ivi contenute riflettano pratiche rituali arcaiche.

## Introduzione
Il libro del Levitico è inserito al centro della cosiddetta "pericope del Sinai", cioè la parte ambientata nel deserto del Sinai, che inizia con Esodo 19 e finisce con Numeri 10. Esso, quindi, costituisce il nucleo centrale del Pentateuco.
L'avvio brusco del libro ("L'Ehloim 
convocò Mosè e parlò a lui dalla Tenda del Convegno...") è in realtà una logica continuazione degli ultimi capitoli dell'Esodo, in cui Yahweh aveva ordinato la costruzione di una tenda con cui rendere manifesta la sua presenza in mezzo al popolo di Israele anche dopo che si sarà allontanato dal Monte Sinai.
Il messaggio inaugurale della tenda, contenuto nel Levitico, stabilisce delle norme che devono essere comprese come funzionali a questa convivenza fra Dio e popolo. I sacrifici, quindi, sono designati con la parola ebraica "qorban", la cui etimologia segnala un avvicinamento. In previsione dell'allontanamento causato dal peccato, nel Levitico Dio dona anche uno strumento di riconciliazione, il sacrificio espiatorio. Il capitolo sul giorno dell'espiazione costituisce il centro sia del Levitico sia di tutto il Pentateuco. Altre norme, come quelle sulla purità (capp. 11–15), non sembrano avere valenza etica, ma piuttosto definire il galateo richiesto da questa convivenza: "Siate santi perché io sono santo" (Lv 11,45).
Il nome "Levitico" deriva dal contenuto eminentemente legislativo del libro, proprio dei Leviti, i membri della tribù di Levi, ai quali era affidato il compito di sorvegliare il tabernacolo e il tempio.
Il libro, infatti, è incentrato sulle leggi e le norme cultuali-ritualistiche relative ai sacrifici, al sacerdozio, alla consacrazione dell'altare e alle feste. Questo ne fa una delle fonti principali per il diritto ebraico.

## Struttura
Il libro è costituito da due grandi sezioni, contenenti molte delle formule tipiche delle mitzvot ebraiche.
La prima parte, corrispondente ai capitoli 1-16 descrive in modo dettagliato i rituali del culto, suddivisi in:
- norme rituali per i differenti tipi di sacrificio e di offerta 1-7[4]: olocausto (tutta la vittima era consumata nel fuoco da Dio); oblazione: è l'offerta dei prodotti del suolo (vegetali e cereali), come la farina e le spighe di grano, le verdure e l'olio; sacrificio di comunione (detto shelamìm, da shalòm, "pace"): la bestia era squartata in tre e consumata da Dio nel fuoco, dal sacerdote e dall'offerente; sacrifici di espiazione e di riparazione: offerti per il perdono dei peccati, l'offerente non partecipava al banchetto (il più importante è quello di Yom Kippur)[5]
- consacrazione sacerdotale di Aronne e dei suoi figli e norme rituali per tutti i sacerdoti 8-10[6]
- norme di purità rituale 11-15[7]
- rito penitenziale annuale (giorno dell'espiazione o Yom Kippur) 16[8]

La seconda parte 17-26 è nota come Codice di Santità per l'esortazione ricorrente a essere santi perché Dio è santo e rende santi.
In questa sezione vi sono:
- proibizione di mangiare il sangue e divieto di macellare alcun animale se non nell'ambito del culto del Tempio 17[11]
- leggi sulla condotta sessuale, sulla magia ed il malocchio 18-20[12]
- leggi sulla condotta dei sacerdoti 21-22[13]
- calendario e leggi sulle feste 23[14]: festa delle capanne, festa degli azzimi, festa delle settimane
- Norme concernenti l'offerta perenne del candelabro (menorah) e del pane sacro. Leggi contro i crimini più gravi (fra cui legge del taglione) 24[15]
- leggi sull'anno sabbatico e su quello giubilare 25[16]
- ricompense e pene previste per l'osservanza o la violazione dei precetti 26[17].

Chiude il libro una piccola sezione relativa ai voti 27.

## Aspetti religiosi
Nonostante il Levitico sia un'opera a carattere fondamentalmente legislativo, i molti precetti contenuti fanno riferimento a concetti teologici di primaria importanza nel panorama religioso ebraico e cristiano.
Alcune tematiche legate ai riti liturgici presenti nel libro, quali il sacrificio, il peccato, la purità e la santità fanno del Levitico un'opera centrale per la comprensione delle dinamiche etico-sociali della cultura ebraica delle origini.

Le istruzioni contenute sono il viatico per la santificazione dei fedeli, che mediante i riti sacrificali e purificatori e le offerte rendono grazie a Dio ed entrano in comunione con la divinità.
La purificazione e la santificazione di Israele si rendono necessarie perché a partire da Esodo 40,34-38 Adonai con la sua nube di gloria prende dimora nella Tenda del Convegno presso il Monte Sinai, come Emmanuele, Dio che abita con il popolo eletto e di notte lo conduce fino alla Terra Promessa.